# Sultanatul Fūnǧ
În decursul istoriei precoloniale a Africii, sultanatul Fūnǧ fondat la începutul sec. al XVI-lea de către un rege pe nume ‘Amāra Dunqas, este alături de Dārfūr unul dintre regatele târzii care au apărut în mod succesiv în sudul Saharei în zona saheliană ce se întinde de la Atlantic până la Marea Roșie. 

## Originea fūnǧilor
Locuitorii aveau pielea închisă la culoare și se pare că nu erau nici arabi și nici musulmani la origine, deși pretindeau că sunt descendenți ai umayyazilor. Dinastia lor era cunoscută în tradiția sudaneză sub numele de Sultanatul Negru.
Originile acestei dinastii nu pot fi stabilite cu certitudine. Au fost avansate trei ipoteze cu privire la originea acestui grup de păstori. Prima ipoteză expusă de Crawford, dar și de al-Šāṭir Buṣaylī susține că dinastia Fūnǧ își are originea în Abisinia. 
Cea de-a doua ipoteză, enunțată de călătorul scoțian al sec. al-XVIII-lea, James Bruce, care a vizitat orașul Sinnār în 1772, atribuie originea locuitorilor Fūnǧ unui grup de războinici Shilluk care își aveau patria în triburile de pe malul Nilului Alb. 
Potrivit celei de-a treia ipoteze aduse în discuție de A.J. Arkell, originea dinastiei este legată de numele lui ‘Uṯmān b. Kaday, un sultan din regatul Bornu care a fost înfrânt de către un rival de-ai săi și izgonit de pe pământurile natale, și-a croit drum spre Valea Nilului unde el sau unul dintre descendenții săi ajunge să-i domine pe cei din regatul Shilluk, iar apoi să stăpânească vechiul regat nubian Sūbā.  În sursele originare din Sudanul nilotic nu există dovezi care să susțină ipoteza legată de originea Bornu a dinastiei. Arkell își fundamentează argumentația pe materiale din centrul și vestul teritoriului numit Bilād as-Sūdān, traduse și adnotate de H.R. Palmer.

## Legenda străinului înțelept
Istoria și obiceiurile poporului Fūnǧ de pe vremea când încă erau un popor migrator din regiunea Nilului Albastru sunt prezentate  în recenzia Cronicii Fūnǧ.
Pe când trăiau în Jaylī , li s-a înfățișat un străin din josul Nilului care a început să trăiască printre ei și să se îngrijească de ei. De fiecare dată când făceau rost de mâncare, el avea s-o păstreze până ce se adunau toți. Se ridica apoi și o împărțea printre ei și le mai și rămânea, iar el era pentru ei o binecuvântare (baraka)  și se întrebau de ce i-ar părăsi  așa că l-au unit cu fiica regelui lor, iar ea a născut un fiu.  Când a devenit bărbat, bunicul său a murit, iar ei s-au înțeles să-l pună rege în locul său și toți l-au urmat. Li s-a dat prin urmare numele de Unsāb. S-au așezat apoi în Ǧabal Mūya. Când au numit un alt rege, l-au unit cu una dintre descendentele acelei femei și au numit-o  bint ‘ayn aš-šams ( fata ochiului soarelui).
Aceștia erau crescători de vite. Tradiția vorbește despre boul din cireada lor care ar fi ajuns în pădurea din Sinnār unde nu se găsea nicio așezare. Viitorul oraș avea să primească numele unei sclave pe nume Sinnār care se spune că sta pe marginea râului. Apoi boul ar fi mers să pască în pădure și s-ar fi întors în tabără în aceeași noapte, iar într-o zi oamenii l-au urmat și au văzut unde trăiește fata și au coborât de pe muntele Mūya.

## ‘Amāra Dunqas
Patria fūnǧilor ar fi fost în amontele Nilului Albastru, dar au început treptat să migreze în aval până ce și-au stabilit așezarea într-o pădure din Sinnār. 
Până în 1600, s-au convertit la islam, au trăit în cetăți concentrate în jurul capitalei Sinnār pe malul Nilului Albastru, având numeroase turme de vite. Armata permanentă cu un efectiv nu foarte mare dar eficient, era însărcinată cu colectarea tributului perceput de la agricultorii nubieni care locuiau de-a lungul fluviului și care își aveau proprii lor conducători. Avându-și baza într-o serie de forturi de-a lungul întregului teritoriu, armata Fūnǧ se baza pe cavaleria grea, recrutată din rândul nobilimii care purta armuri din zale și paloșe. Infanteria purta de asemenea armuri și săbii. După ce și-au disputat hegemonia, ultimul regat creștin nubian, ‘Alwa, a fost înlocuit cu sultanatul Fūnǧ. La începutul sec. al-XVII-lea, sultanatul Fūnǧ se extinde către nord până la cea de-a treia cataractă. În nord, Egiptul otoman invadează Nubia pe la mijlocul sec. al-XVI-lea și ridică un lanț de fortificații împrejurul celei de-a doua cataracte.  
Întemeietorul orașului Sinnār și al dinastiei Fūnǧ a fost ‘Amāra Dunqas. Aventurierul evreu, David Reubeni, care a susținut că a fost în trecere prin Sudanul nilotic în 1522-3 îl descrie pe ‘Amāra ca fiind un monarh negru care domnește peste negri și albi, iar pe cei de la curte îi descrie ca fiind barbari. Subiecții albi erau probabil arabii cu pielea mai deschisă la culoare.  Reubeni subliniază în mărturiile sale importanța Sinnārului, dar spune că reședința regelui numită Lam’ul sau La’ul era ceva mai la sud. Bruce și Cronica Fūnǧ prezintă diferite tradiții privind relațiile de început dintre arabi și locuitorii Fūnǧ. Bruce susține că în 1504 cei din dinastia Fūnǧ au invadat provinciile arabe, iar într-o bătălie în apropiere de ’Arbaǧī din Ǧazīra l-au înfrânt pe comandantul arab pe care Bruce îl numește Wed Ageeb ( Wad ‘Aǧīb), obligându-l să capituleze. În cele mai vechi ediții revizuite ale Cronicii Fūnǧ, ‘Amāra i se alătură unui comandant arab numit ‘Abdallāh al-Quraynātī al-Qāsimī  în lupta împotriva băștinașilor din regiunea Sūbā numiți ‘Anaj și îl numește șeic în Qarrī.
Tradițiile înfățișează două popoare nomade care își dispută pășunile în urma prăbușirii regatului ‘Alwa și odată cu ea, a autorității centrale. Deși în Cronica Fūnǧ nu este menționată bătălia de la ’Arbaǧī dintre fūnǧi și arabi, statutul superior al conducătorului din tabăra fūnǧilor este evidențiat. Anul 1504 menționat de Bruce corespunde cu anul cuceririi ținutului nubienilor și fondării orașului Sinnār de către Dunqas. Denumirea dată de Bruce comandantului arab, cea de Wed Ageeb, Wad sau Walad, ‘Aǧīb, este anacronică. ‘Aǧīb, fiul lui ‘Abdallāh, a fost cel de-al doilea șeic al orașului Qarrī, iar descendenții săi erau cunoscuți sub numele patronimic de Wad ‘Aǧīb, fiul lui ‘Aǧīb. Acest trib conducător era de asemenea numit ‘Abdallāb. 
‘Abdallāh este el însuși un personaj semilegendar. Este adesea numit ‘Abdallāh  Jammā‘ (Ǧammā‘), cel care adună în acest context triburile pentru campaniile sale. Luptă în numele islamului, învingându-i pe creștinii din regatul ‘Alwa, numiți ‘Anaj și cucerind chiar Sūbā. Deși arabii și locuitorii Fūnǧ erau nomazi la origine, familiile conducătoare aveau să se stabilească curând în așezări permanente. Capitala sultanatului Fūnǧ era la Sinnār încă din timpul regelui Rubāṭ care a domnit din 1616-17 și până în 1644-5.
Reședința regală a celor din tribul ‘Abdallāb a fost mutată de la Qarrī la Ḥalfāya, probabil la jumătatea sec. al-XVIII-lea. Din aceste mici centre urbane și-au exercitat controlul asupra agricultorilor de la malul fluviului și al insulelor, dar și asupra nomazilor din al-Ǧazīra și din Butana până la est de Nil. Călăreții din tribul ‘Abdallāb și din cel al fūnǧilor le țineau calea nomazilor în perioada transhumanței anuale și le impuneau plata unui tribut în cămile, bovine, aur și sclavi. S-au păstrat puține date despre cei zece regi ai dinastiei Fūnǧ care i-au urmat la tron regelui Dunqas. Se cunosc multe însă despre marele conducător ‘Abdallābī, șeicul ‘Aǧīb al-Kāfūta, fiul lui ‘Abdallāh Jammā‘ care purta titlul de mānǧilak. La moartea tatălui său este numit vicerege al nordului de către ‘Amāra II ’Abū Sikaykīn care a domnit între 1557-8 și 1568-9. ‘Aǧīb este descris ca un conducător preocupat de islamizarea teritoriilor, care a numit cadii pe teritoriul său, a făcut donații de pământ ulemalelor și a purtat războiul sfânt. Pe la începutul sec. al-XVII-lea, s-au ivit discordii între conducătorii Fūnǧ, conducătorii ‘Abdallābī și Susenyos, împăratul Etiopiei, cu capitala la Gondar care se întindea nu departe de granița lor cu regatul Fūnǧ. O rută comercială lega capitala de Sinnār și Egipt.
În noiembrie 1606, regele dinastiei Fūnǧ, ‘Abd al-Qādir II a fost alungat de pe tron după o scurtă domnie de mai puțin de trei ani. Potrivit tradiției ‘Abdallābī, acesta ar fi fost alungat de ‘Aǧīb din cauza inovațiilor sale religioase. Se pare că acceptase suzeranitatea împăratului etiopian, iar după ce a fost detronat se refugiază la Chelga, o enclavă pe ruta caravanei care lega Sinnārul de Gondar. Puterea dinastiei Fūnǧ renaște sub domnia lui ‘Adlān I, fratele și succesorul lui ‘Abd al-Qādir II care îl înfrânge și ucide pe ‘Aǧīb în bătălia de la Karkuj, probabil prin anul 1611-12. Fiii lui ‘Aǧīb se refugiază în provincia Dunqulā. Cel care încearcă să readucă pacea între foștii aliați este șeicul ’Idrīs Muḥammad al-’Arbāb, vărul matern al prinților ‘Abdallābī din rândul cărora unul avea să fie numit vicerege al nordului.
În ciuda campaniei sale victorioase, ‘Adlān a fost înlăturat de la putere de fiul lui ‘Abd al-Qādir. Noul rege, Bādī I Sīd al-Qawm nu a recunoscut suzeranitatea etiopiană, atrăgându-l de partea sa pe șeicul ‘Abdallābī care întreprinde incursiuni dincolo de frontieră astfel că relațiile dintre cei doi conducători s-au deteriorat. Susenyos a reușit să-i scoată pe cei din neamul ‘Abdallāb de sub dependența dinastiei Fūnǧ. Bādī moare în 1616-17 înainte de începerea primelor ostilități care izbucnesc la începutul domniei succesorului său, Rubāṭ. Din vara anului 1618 și până în vara anului următor, etiopienii aliindu-se cu șeicul ‘Abdallābī  întreprind incursiuni de-a lungul frontierei din Fāzūglī, din vestul Nilului Albastru până la al-Tākā, în regiunea actualei provincii Kasalā, între ‘Aṭbara și Gash (al-Qāš), apoi lupta pare să se fi oprit, linia frontierei rămânând aproape neschimbată. Era posibil ca în joc să fie, după cum se afirma, nu extinderea teritoriului, ci controlul unei importante rute comerciale.
Domnia regelui Bādī II ’Abū Daqn (1644/45-1680) coincide cu perioada de maximă prosperitate a dinastiei Fūnǧ. Regele și-a extins autoritatea de-a lungul Nilului Alb, în Kordofan. În timpul cuceririlor sale, au fost capturați sclavi și duși la Sinnār unde fiind tot mai numeroși și influenți, au format o castă militară. Fiindu-i loiali doar monarhului, au ajuns curând să rivalizeze cu aristocrația, aspirând la ocuparea unor funcții înalte în stat. Intrigile și ostilitățile dintre cele două tabere rivale au dus la izbucnirea unei revolte care a slăbit poziția clasei conducătoare tradiționale.

## Secolul al-XVIII-lea
În anul 1704-5 o revoltă a facțiunilor din sânul nobilimii Fūnǧ împotriva sultanului Bādī III al-’Aḥmar a marcat debutul unui secol agitat. Deși prima nu a avut sorți de izbândă, în urma celei de-a doua revolte din 1717-18, Ūnsā III este îndepărtat de la putere, iar odată cu acesta piere și dinastia Ūnsāb.
Victoria i se datorează lui Nūl care a pus bazele dinastiei islamice Nūl a fūnǧilor, renunțând la putere în 1724 în favoarea fiului său, Bādī IV, care a domnit până în 1762. 
Pe fondul acestei schimbări dinastice, islamul a devenit singura sursă de legitimare, iar vechiul ritual de la curte a fost abandonat. Noua dinastie urmărea să obțină sprijinul ulemalelor a căror influență politică și socială a continuat prin urmare să crească. Noi discipline religioase precum memorarea Coranului, fiqh-ul, ḥadīṯ-ul, sīra,  au fost cultivate, ceea ce a dus la arabizarea imperiului. În timpul domniei regelui Bādī IV, s-a renunțat la fratricid, la practica obișnuită a vremii prin care frații noului conducător erau uciși.
Fiecare conducător al dinastiei Ūnsāb era obligat să-și aleagă partenera dintre descendentele tribului Bint ‘ayn aš-šams. Tradiția descendenței matriliniare a fost înlocuită cu cea a descendenței patriliniare.
Secolul al. XVIII-lea a fost dominat de figura lui Bādī IV ’Abū Šulūḫ și de cea a lui Muḥammad ’Abū  Likaylik. Amândoi s-au confruntat cu criza de după căderea dinastiei Unsāb.
Timp de câțiva ani, Bādī a lăsat problemele statului în grija vizirului Dōka, descris în Cronica Fūnǧ ca fiind drept și înțelept. Este ucis în 1729-30 și succedat de Ismā‘īl, probabil vărul matern al lui Bādī care în schimb a fost executat în 1743-44, urmând apoi ca regele să preia conducerea. A început prin a-i ucide pe membrii dinastiei Unsāb și a-i deposeda pe nobili de pământurile pe care le-a oferit apoi vecinilor din Nūba și i-a făcut șeici peste  poporul Fūr pe cei din neamul lui Ḫamīs walad Ǧanqal, obținându-le sprijinul împotriva familiei regilor precedenți. S-a spus că victoria asupra forțelor invadatoare conduse de regele etiopian Iyāsū II a dus la consolidarea poziției regelui Bādī care nu ar fi reușit însă fără ajutorul lui Ḫamīs, liderul unei facțiuni care a intrat în slujba conducătorilor Sinnārului și care a primit pământ în apropiere de capitală, în regiunea fertilă dintre Nilul Albastru și Dinder. Regele se baza tot mai mult pe sprijinul militar oferit de aliații din teritoriile de vest și de la granița de sud care primeau în schimb pământuri în vecinătatea Sinnārului. Unul dintre acești clienți era Muḥammad ’Abū Likaylik.
Cele două clase care se aflau sub oblăduirea sultanului, mercenarii de dincolo de granițele sultanatului și sclavii nu aveau de suferit de pe urma măsurilor tot mai represive inițiate de acesta, dar subiecții erau nemulțumiți de sporirea tributului destinat activităților militare.  Ironia a făcut ca Muḥammad ’Abū Likaylik, clientul regelui, împreună cu alți comandanți să se întoarcă împotriva sultanului. Înaintând cu armata sa în Sinnār, ’Abū Likaylik îl alungă de pe tron pe Bādī, punându-l în locul său pe Nāṣir, fiul acestuia (în 1762).

## Sfârșitul dinastiei Fūnǧ
Din acel moment, șeicul ’Abū Likaylik și succesorii săi care adoptaseră titlul de viziri au devenit regenții dinastiei astfel că sultanii Fūnǧ nu erau decât niște marionete în mâinile regenților Hamaǧ, termen ce îi desemna pe arabii sudanezi ale vechilor popoare din Ǧazīra, nefiind nici fūnǧi, nici arabi.
După moartea lui ’Abū Likaylik în 1776/7, monarhii Fūnǧ s-au aliat cu cei din neamul ‘Abdallāb pentru a-i alunga pe regenți. Ultimii cincizeci de ani de existență a sultanatului au fost marcați de intrigi, revolte și războaie civile între facțiunile rivale. În nord, comandanții ‘Abdallāb pierdeau controlul asupra văii Nilului. Luptătorii Šāyqiyya care deveniseră o forță majoră în regiunea Dunqulā aveau de suferit din cauza mamelucilor. În vest, poporul Fūnǧ se confrunta cu cei din sultanatul Fūr care-i alungă în cele din urmă din Kordofan. În 1821, când forțele turco-egiptene ajung la Sinnār, sultanatul era prea slăbit pentru a opune rezistență.